# Слави Жеков
Слави Жеков е български футболист, полузащитник, роден на 21 август 1976 г. в град Стара Загора. Висок е 175 см, тежи 70 кг.

## Кариера
Кариерата си започва в детско юношеската школа на Берое (Стара Загора). През 1996 г. преминава в Олимпик (Тетевен), от 1998 г. до 2001 г. играе с фланелката на Черноморец (Бургас) по-късно се завръща в Берое (Стара Загора), но не завършва сезона и заиграва за „моряците“ Черно море (Варна) след това се завръща в родния град и старозагорските железничари го приемат в отбора си Локомотив (Стара Загора). През 2007 г. Жеков преминава в Берое от Локомотив (Стара Загора). С бързата си и технична игра грабва сърцата на старозагорската агитка и става капитан на отбора на Берое. И през 2010 г. е капитан на отбора, завоювал Купата на България. През 2012 г. преминава във Верея (Стара Загора) от В група. Това е и последният клуб в кариерата му. От 2014 до 2016 г. е треньор на ФК Стара Загора. От 2016 година е треньор в ДЮШ Берое Стара Загора.

## Успехи
Берое (Стара Загора)
- Купа на България - 2010